# Vito Badiane
Vito Badiane (sinh ngày 2 tháng 6 năm 1986 ở Dakar) is a professional Sénégalese football player, hiện tại thi đấu cho AS Douanes.

## Sự nghiệp
Badiane khởi đầu sự nghiệp cùng với ASC Jeanne d'Arc Dakar. Vào tháng 1 năm 2006, anh gia nhập SC Covilhã, nơi anh có màn ra mắt vào ngày 12 tháng 3 năm 2006 trước FC Vizela. Sau nửa năm, anh trở lại Sénégal vào tháng 7 năm 2006, ký hợp đồng với AS Douanes (Dakar). Anh thi đấu 3 năm cho AS Douanes (Dakar), trước khi ký hợp đồng cùng với Maritzburg United F.C. vào tháng 7 năm 2009. Anh đá trận đấu đầu tiên vào ngày 7 tháng 8 năm 2009 trước Supersport United F.C.. Vào tháng 1 năm 2011, Badiane rời câu lạc bộ Nam Phi và trở lại AS Douanes, nơi anh được chọn làm đội trưởng vào tháng 3 năm 2011.

## Sự nghiệp quốc tế
Badiane là cựu thành viên của U-20 Sénégal. Anh từng là thành viên của U-23 Sénégal tại CHAN 2009 và Giải bóng đá UEMOA.